# 張本 (明朝尚書)
張本（1367年—1431年），字致中，山東省兗州府東平州東阿縣（今山東省平陰縣）人，明朝政治人物。
洪武年間，自國子監監生畢業授江都知縣。燕王朱棣起兵時抵達揚州，御史王彬據城抵擋，為守將所縛。張本率父老迎降。朱棣命其為揚州知府，后升爲江西布政司右參政。永樂四年（1406年），召為工部左侍郎，后因事連坐被免，次年五月複職。永樂七年，皇太子朱高熾監國，為刑部右侍郎。十九年，跟從明成祖北征，監督糧草。明仁宗即位后，升爲南京兵部尚書兼掌都察院事，后改為行在兵部尚書。
宣德四年（1429年），兼任太子賓客，后掌管行在戶部事。宣德六年病逝。

## 延伸阅读
[在维基数据编辑]
 在维基文库阅读此作者作品
 《明史卷一百五十七》，出自《明史》
 《國朝獻徵錄·卷之三十八》，出自焦竑《國朝獻徵錄》